# Verena Osgyan

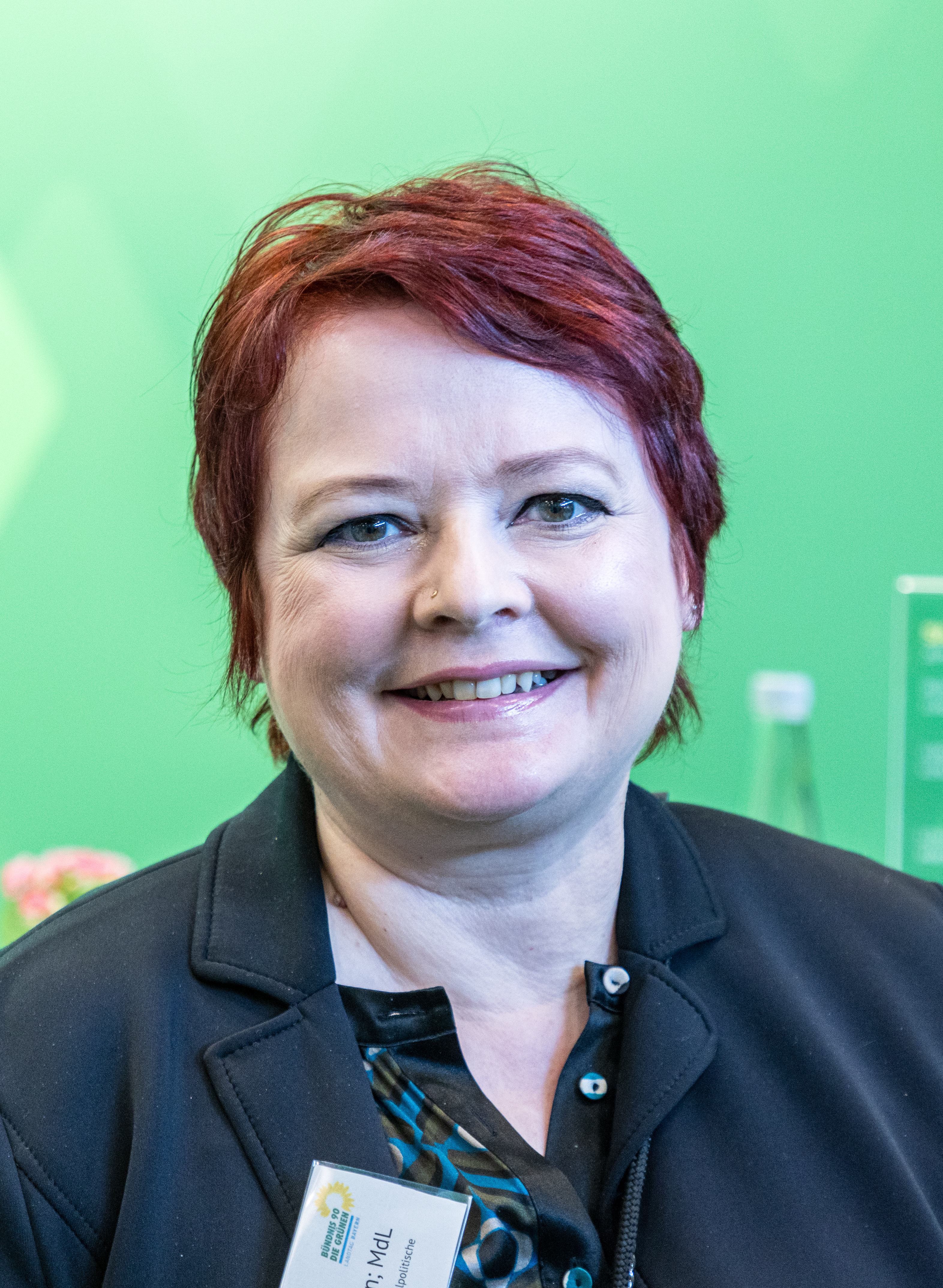
Verena Osgyan, 2023

Verena Osgyan (* 14. Mai 1971 in Roth) ist eine deutsche Politikerin und Designerin. Sie ist für Bündnis 90/Die Grünen seit Oktober 2013 Mitglied des bayerischen Landtags und stellvertretende Fraktionsvorsitzende.

## Leben

### Ausbildung und Beruf
Osgyan studierte Kommunikationsdesign an der Technischen Hochschule Nürnberg Georg Simon Ohm und schloss als Diplom-Designerin (FH) ab. Von 1999 bis 2004 arbeitete sie als Art Director für die HL-Studios in Erlangen, 2004 bis 2010 war sie Redakteurin bei der ARD-Programmdirektion in München. Von 2010 bis 2013 war sie Online-Marketing-Managerin bei der Teambank in Nürnberg.

### Politischer Werdegang
Osgyan trat 1989 während ihrer Schulzeit den Grünen bei. Sie ist Mitglied der Landesarbeitsgemeinschaften Hochschule, Medien- & Netzpolitik, Frauen und Kultur ihrer Partei in Bayern. Von 2010 bis 2012 war sie Sprecherin im Bezirksvorstand der Grünen Mittelfranken und von 2012 bis 2018 Kreisvorsitzende im Kreisverband Nürnberg.
Bei der Landtagswahl in Bayern 2013 kandidierte sie im Stimmkreis Nürnberg-West sowie als grüne Spitzenkandidatin in Mittelfranken und wurde in den Landtag gewählt. Bei der Landtagswahl 2018 trat sie wieder in ihrem Stimmkreis an. Am 20. Januar 2018 wurde sie erneut auf Platz 1 der mittelfränkischen Landtagsliste ihrer Partei gewählt. Mit dem zweitbesten Stimmergebnis im Wahlkreis Mittelfranken zog sie erneut in den Bayerischen Landtag ein. Bei der Landtagswahl 2023 zog sie erneut in den Landtag ein.
Im Juni 2019 wurde sie als Kandidatin für das Amt des Oberbürgermeisters bei der Kommunalwahl in Nürnberg 2020 nominiert. Bei der Wahl entfielen auf Osgyan 15,09 % der Stimme, sie wurde nicht gewählt.

### Fraktionstätigkeit
Im Landtag sitzt Osgyan im Ausschuss für Wissenschaft und Kunst und ist 1. stv. Vorsitzende des Anstaltsbeirates JVA Nürnberg. Sie ist stv. Mitglied der Datenschutzkommission und des IuK-Beirates des Bayerischen Landtags.
Sie war als Vertreterin der Grünen im Landtag in der 17. Legislatur Mitglied im Rundfunkrat des Bayerischen Rundfunks und dort im Ausschuss für Grundsatzfragen & Medienpolitik sowie im Programmausschuss tätig. Sie ist Sprecherin ihrer Fraktion für den Themenbereich Wissenschaft und war von 2013 bis 2018 auch Sprecherin für Netzpolitik, Datenschutz, Frauen und Gleichstellung sowie von 2013 bis 2016 stv. Fraktionsvorsitzende. Im November 2018 wurde sie erneut zur stellvertretenden Vorsitzenden der grünen Landtagsfraktion gewählt.
Osgyan ist Mitglied im 2022 eingesetzten Untersuchungsausschuss des Bayerischen Landtags zum Deutschen Museum Nürnberg.

### Politische Positionen
Wichtiges Thema in ihrer Landtagsarbeit ist die Unterstützung von Frauenhäusern und Frauennotrufen. Als frauenpolitische Sprecherin ihrer Fraktion setzte Osgyan sich für die Veröffentlichung einer von der Bayerischen Staatsregierung in Auftrag gegebenen Studie zur Situation der Frauenhäuser in Bayern ein. Im Landtag setzt sie sich für eine deutliche Erhöhung der Mittel für von Gewalt betroffene Frauen, für einen besseren Personalschlüssel und mehr Frauenhausplätze ein. Außerdem ist sie eine Verfechterin der Geschlechterparität in Parlamenten und reichte deswegen gemeinsam mit dem Verein für Fraueninteressen, dem Bayerischen Landesfrauenrat, dem KDFB und anderen eine Popularklage vor dem Bayerischen Verfassungsgerichtshof ein.
Im Bereich der Hochschulpolitik setzt sie sich unter anderem für eine Verfasste Studierendenschaft in Bayern ein und brachte Ende 2017 einen Gesetzentwurf dazu in den Bayerischen Landtag ein. Anfang 2018 gelangte sie mit ihrer Kritik an 20 Stiftungsprofessuren der Dieter-Schwarz-Stiftung an der Technischen Universität München auch bundesweit in die Presse.

### Sonstiges Engagement
Von 2002 bis 2012 war Osgyan geschäftsführender Vorstand des Vereins webgrrls.de e.V. – Netzwerk für Frauen in den Neuen Medien. Sie arbeitete in der Initiative „Girls Go Informatik“ der
der Gesellschaft für Informatik. Sie ist Mitglied in verschiedenen Organisationen, darunter die Gewerkschaft ver.di, der Bund Naturschutz, der Fränkische Bund, der Verein für Internationale Jugendarbeit und der Förderverein Evangelische Medienzentrale in Bayern. Vor Ort in Nürnberg unterstützt sie die Vereine Erfolgsfaktor Frau e. V., Fliederlich e. V. und den Bürgerverein St. Leonhard-Schweinau.

### Privates
Osgyan ist verheiratet, hat ein Kind und lebt in der Nürnberger Nordstadt. Sie ist evangelisch-lutherischer Konfession.